# Портрет Ивана Давыдовича Панчулидзева
«Портрет Ивана Давыдовича Панчулидзева» — картина Джорджа Доу и его мастерской из Военной галереи Зимнего дворца.
Картина представляет собой погрудный портрет генерал-лейтенанта Ивана Давыдовича Панчулидзева из состава Военной галереи Зимнего дворца.
Во время Отечественной войны 1812 года генерал-майор Панчулидзев был шефом Черниговского драгунского полка и командовал 1-й бригадой 4-го резервного кавалерийского корпуса, был во многих боях с французами и особо отличился в Бородинском сражении и под Красным. В Заграничном походе 1813 года отличился в сражении при Лютцене, за что был произведён в генерал-лейтенанты; в кампании 1814 года он сражался во Франции.
Изображён в генеральском мундире, введённом для кавалерийских генералов 6 апреля 1814 года. Слева на груди звезда ордена Св. Анны 1-й степени; на шее крест ордена Св. Георгия 3-го класса; по борту мундира кресты ордена Св. Владимира 2-й степени и прусского ордена Красного орла 1-го класса; справа на груди серебряная медаль «В память Отечественной войны 1812 года» на Андреевской ленте, золотой крест «За взятие Очакова» и звезда ордена Св. Владимира 2-й степени. Подпись на раме: И. Д. Панчулидзевъ 1й, Генералъ Лейтенантъ .
7 августа 1820 года Комитетом Главного штаба по аттестации Панчулидзев был включён в список «генералов, заслуживающих быть написанными в галерею» и 10 августа 1821 года император Александр I приказал написать его портрет. Гонорар Доу был выплачен 25 апреля 1823 года и 29 декабря 1824 года. 7 сентября 1825 года готовый портрет был принят в Эрмитаж. Поскольку Панчулидзев скончался в начале 1815 года, то должен существовать портрет-прототип, на котором основывался Доу — этот портрет современным исследователям неизвестен.